# Union française des semenciers
Pour les articles homonymes, voir UFS.
L’Union française des semenciers (UFS) est un syndicat professionnel et un lobby qui représente plus de 100 entreprises semencières impliquées dans les métiers de l’obtention variétale, la production et la distribution des semences.

## Historique
Elle a été créée le 25 mars 2009 et est appelée à suppléer aux six précédentes structures représentant les entreprises semencières par secteurs : AFSA (céréales et protéagineux), SEPROMA (maïs), OLEOSEM (oléagineux), SPFGB (betteraves), FFSFG (fourragères) et FNPSP (potagères et florales). Elle est alors présidée par François Desprez.

## Organisation
Elle regroupe plus de 100 entreprises, grands groupes internationaux, coopératives ou PME familiales, et couvre ainsi les principales familles d’espèces végétales cultivées en France. Depuis 2023, elle est présidée par Olivier PAUL,,, Directeur général de Lidea Seeds.
Ses actions sont orientées et dirigées par un conseil d'administration de 18 membres issus des différentes professions qui la composent.
Elle déclarait en 2014 pour ses activités 11 collaborateurs à temps plein et un budget global de 2 158 000 euros.

## Activités

### Spécifiques
Pour les différents grands groupes d'espèces des commission décident des actions à mener selon les préoccupations propres à chaque filière :
- Betteraves et chicorées
- Céréales et Protéagineux
- Fourragères et Gazons
- Maïs et Sorgho
- Oléagineux
- Potagères et Florales

### Production
Les principaux thèmes traités sont :
- Les conditions de la production au champ
- Les process industriels
- La gestion des déchets

### Edition génomique
L'UFS milite pour une révision de la réglementation européenne sur les organismes génétiquement modifiés,,,. Cependant, en 2020, le Conseil d'État confirme l'application de la réglementation des OGM aux méthodes de sélection génétique des plantes.  
Le 29 avril 2021, la Commission européenne a publié une étude sur le statut des nouvelles techniques génomiques, dont l'une des principales conclusions mentionne qu'il y a « de fortes indications que la législation actuelle n'est pas adaptée à l'objectifs de certains NBT et de leurs produits, et qu'elle doit être adaptée au progrès scientifique et technologique »,,,,. Se fondant sur les résultats de cette étude, la Commission européenne a lancé, entre le 24 septembre 2021 et le 22 octobre 2021, une initiative visant à « proposer un cadre juridique applicable aux plantes obtenues par mutagénèse ciblée et par cisgénèse ainsi qu’aux produits destinés à l’alimentation humaine et animale qui contiennent de telles plantes. »

### Propriété intellectuelle
Le Certificat d'obtention végétale est utilisé en France et en Europe pour protéger l'activité du sélectionneur. Il se distingue du brevet qui ne prend pas en compte la spécificité du vivant,.
Selon l'UFS : « le COV doit être le seul mode de protection possible ». Il lève « l’insécurité juridique » relative aux brevets, et « maintien à l’accès à la variabilité génétique pour tous.»

### Communication
De nombreuses actions de communication sont menées pour expliquer auprès des différents publics et institutions le rôle et l'importance de la semence. Ces actions peuvent être menées seules ou en partenariat avec différents associations ou organismes. Elles le sont en particulier à travers l'organisation qui contrôle l'interprofession, Semae (anciennement Groupement national interprofessionnel des semences et plants GNIS) ou au travers d'acteurs membres de l'UFS (Invivo Group).

## Activités de lobbying

### En France
Pour l'année 2014, l’Union française des semenciers déclare un budget global de 2 158 000 euros, ainsi que des coûts annuels liés aux activités directes de représentation d'intérêts auprès du Parlement inférieurs à 10 000 euros. Elle est inscrite auprès de la Haute autorité pour la transparence de la vie publique depuis 2018 et déclare des dépenses annuelles de lobbying comprises entre 200 000 et 300 000 euros
En 2021, l'Union française des semenciers est qualifiée par le média en ligne Les Jours de « lobby des semenciers, très en pointe dans le débat sur les OGM ».

### Auprès des institutions de l'Union européenne
L’Union française des semenciers est inscrite de 2016 à 2017 au registre de transparence des représentants d'intérêts auprès de la Commission européenne et déclarait alors des dépenses d'un montant compris entre 300 000 et 400 000 euros.